# Herbert Lange
Herbert Lange (29 de septiembre de 1909 - 20 de abril de 1945) fue un Sturmbannführer de la SS y comandante del campo de exterminio de Chelmno hasta 1942.
Lange fue muerto en acción durante la batalla de Berlín, el 20 de abril de 1945.